# 데이비드 로스 (정치인)

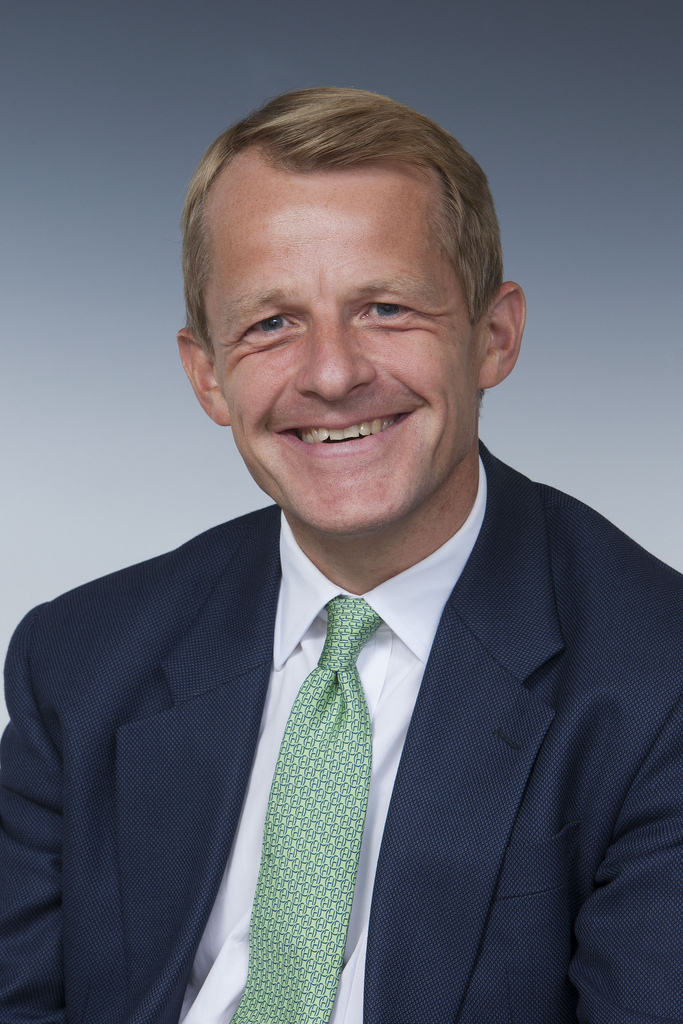
데이비드 로스

데이비드 앤서니 로스 (David Anthony Laws, 1965년 11월 30일~)은 영국의 정치인이다. 영국 자유민주당 소속으로 2001년부터 2015년까지 요빌 지역구 국회의원을 역임하였으며, 3선의원 시절이던 2010년 내각장관으로도 임명되었다. 당시 대장부 수석장관으로 처음 임명되었으며 이후 학교소관 부장관, 내각부 부장관을 거쳤다. 내각부에서는 연립내각 협약에 따른 정책 시행을 위한 범부처 협력을 담당했다.
본래 투자은행에 다니던 금융인 출신으로, 자유민주당 입당 뒤 경제자문으로 일하다 정책연구이사에 올랐다. 2001년 총선 당시 패디 애시다운 의원의 뒤를 이어 요빌 지역구에 처음 후보로 나서 당선되었으며, 2004년에는 《오렌지 북: 자유주의를 되찾다》(The Orange Book: Reclaiming Liberalism)를, 2006년에는 《블레어 이후의 영국》 (Britain After Blair)을 공동집필했다. 2010년 영국 총선 이후 연정 협상에 자민당 대표로 참여하였으며, 이후 5년간 지속된 보수당과 자민당의 연립정부 출범에 기여하였다.
로스 의원은 대장부 수석장관으로 임명된 지 머지않아 의정활동 지출내역 공개로 물의를 빚었다. 의회기준 특권위원회는 "비록 의도하진 않았더라도 상당 기간 동안 연속적으로 심각한 규정위반"을 저질렀다고 판단했고, 의회기준위원회는 "규정위반을 의식한 상태에서 본인이나 본인 관계자에게 이득이 되는 청구를 했다는 증거는 없다"고 밝혔다. 논란 끝에 로스 의원은 17일 만에 장관직에서 물러났으며, 하원 표결로 7일간 의회로부터 정직처분되었다. 로스 의원은 영국 의정활동 지출 스캔들 동안 사임한 내각인사 6명 중 한 명으로 기록됐다.